# Munir al-Din
Munir al-Din (+1670) fou el cinquè imam dels amazics a Mauritània. Va succeir a l'imam Mbarek Ould Habib Allah vers 1668 per elecció dels deixebles (tolba) de Trarza. El seu nom original era Mokhtar i era el germà de l'imam Naser al-Din. Al mateix temps els Dieïdiba de Brakna elegien a Nahoui Ould Agd Abdallah.
Munir al-Din, al front de les restes del poder zouaïa, que eren un centenar de cavallers, va marxar cap a Futa Toro passant pels territoris dels Dieïdiba on es va arribar a un acord i Munir va quedar com a imam únic però amb Nahoui com a adjunt amb la meitat del poder efectiu. Foren uns anys de duumvirat. Mokhtar i Nahoui van fer expedicions afortunades al Futa Toro però mancat de caps militars la derrota havia d'arribar; un home de nom Ali, dels Oulad Bou Ali (fracció dels Oulad Rizg) emparentat amb els merafra per via femenina, va alertar als seus parents que els dos dirigents dels zouaïa estaven aïllats i els merafra els van atacar; Mokhtar i Nahoui podien retirar-se i Munir va preferir enfrontar-los. La batalla es va lliurar prop de Bokol a uns 20 km més amunt de Dagana i tant Mokhtar com Nahoui van morir junt amb alguns notables.
El següent imam fou Agd al-Mokhtar Ould Agb Abdallah, germà de Nahoui.